# Langues boréales

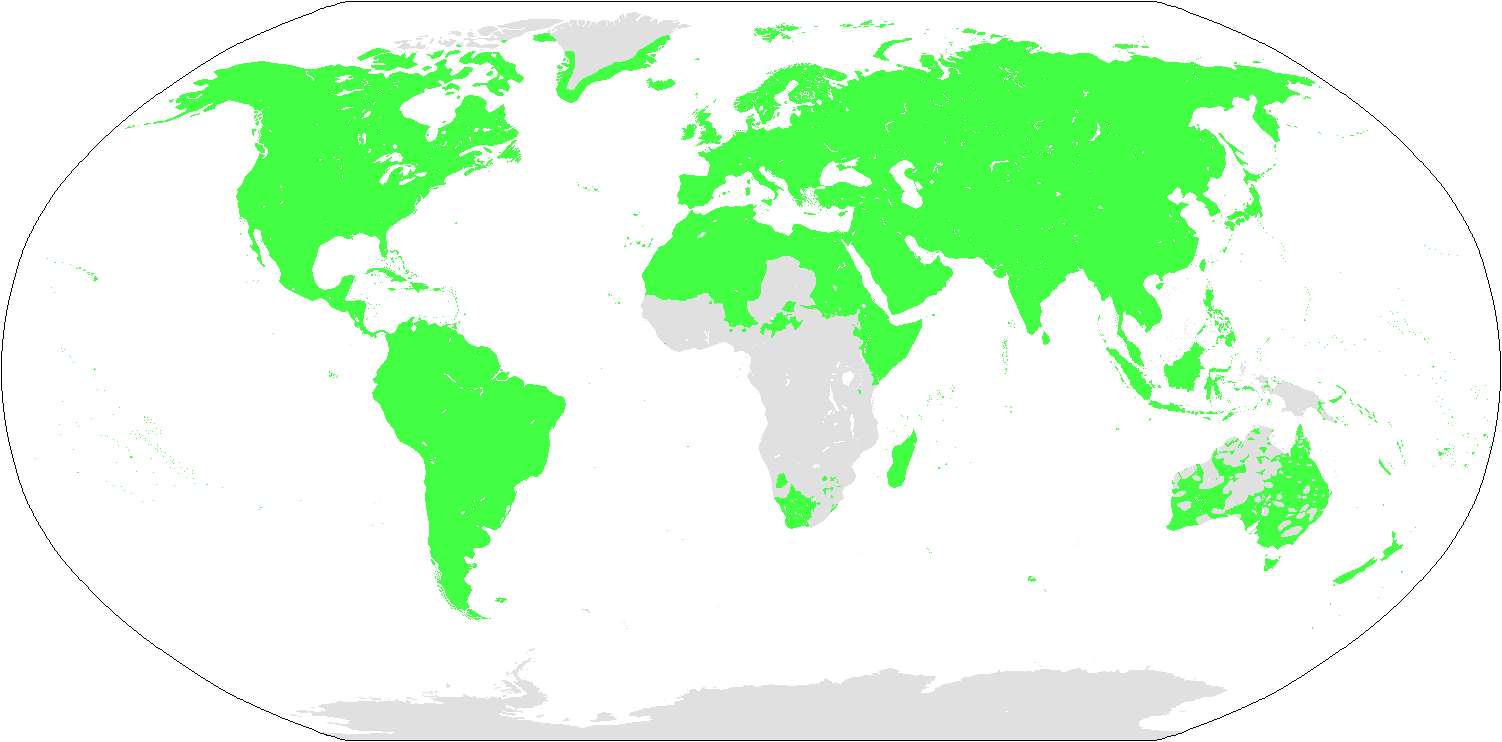
Carte des langues boréales.

Les langues boréales sont une superfamille hypothétique qui regroupe la plupart des langues d'Eurasie et d'Amérique, à l’exception des langues d'Australie, de Nouvelle-Guinée, des îles Andaman, et plus généralement de la branche australasienne. Les langues d'Afrique sub-saharienne n'en font pas partie. Il existe deux modèles : celui de Sergueï Starostine et celui de Harold C. Fleming.

## Modèle de Starostine
Sergueï Starostine (2002) subdivise le groupe des langues boréales en deux sous-groupes : celui les langues nostratiques et celui des langues dené-daïques. Ce dernier se divise à son tour en langues dené-caucasiennes et en langues austriques.
Selon Starostine, des parentés plus lointaines pourraient être proposées avec les langues papoues, aborigènes d'Australie, andamanaises, voire avec les langues nigéro-congolaises, les langues nilo-sahariennes et les langues khoïsan. En suivant cette logique d'embranchement, on aboutirait finalement à l'hypothétique langue originelle de l'humanité.
Starostine étant mort en 2005, il ne put compléter sa théorie. C'est pourquoi certaines familles de langues comme les langues amérindes n'ont pas été classées.

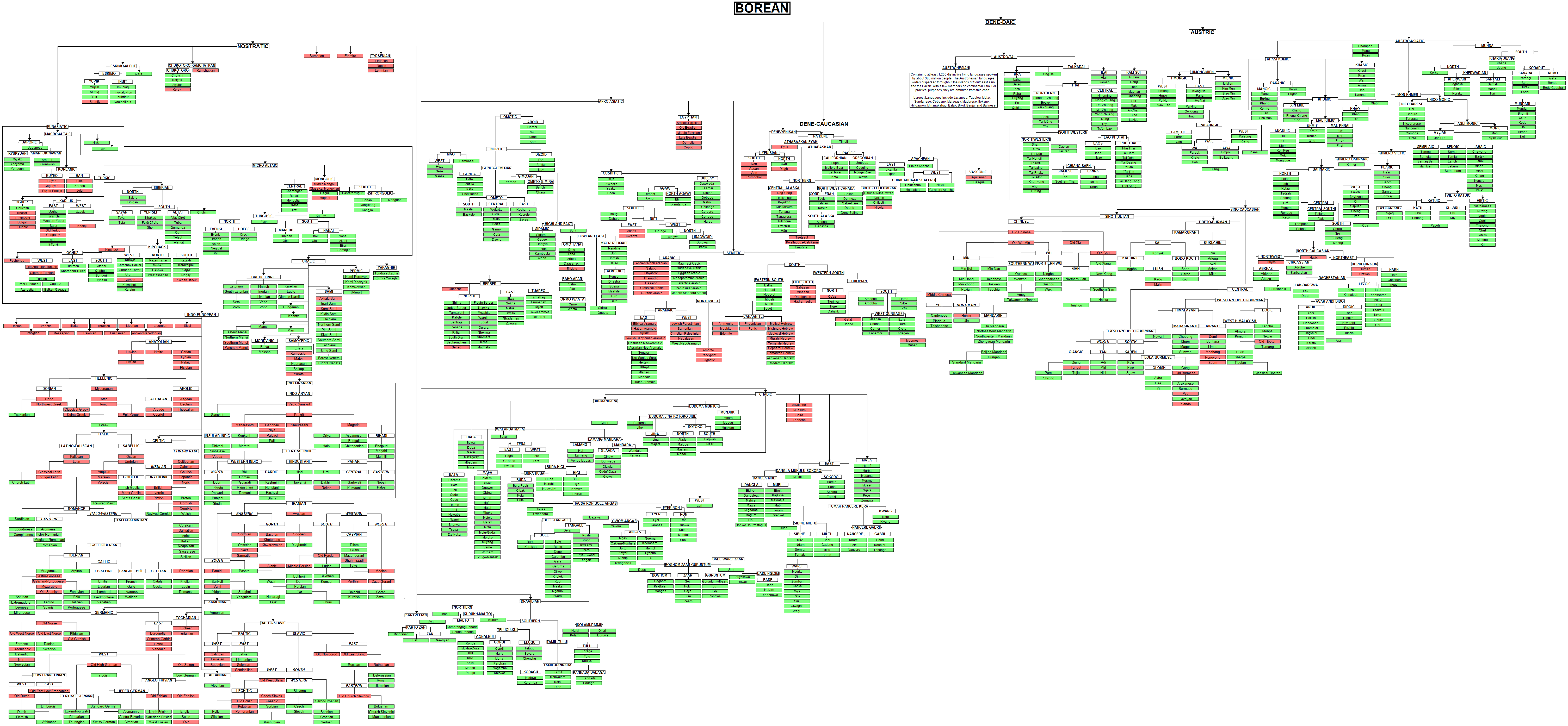
Classification des langues boréales selon Starostine.

La phylogénie des langues boréales proposée par Starostine est la suivante :
- Langues boréales
  - Langues nostratiques (hypothétique)
    - Langues eurasiatiques (hypothétique)
      - Langues indo-européennes
      - Langues ouraliennes
      - Langues altaïques
        - Langues japoniques
        - Coréen
        - Langues turciques
        - Langues mongoles
        - Aïnou
        - Langues toungouses

      - Langues paléo-sibériennes (hypothétique et parfois considéré comme étant nostratique non-eurasiatique)
        - Esquimau-Aléoutes
        - Tchouktches-kamtchadales

    - Langues chamito-sémitiques
    - Langues dravidiennes
    - Sumérien
    - Élamite (parfois lié au dravidien)
    - Langues kartvéliennes

  - Langues dené-daïques (hypothétique)
    - Langues austriques (hypothétique)
      - Langues austroasiatiques
      - Langues hmong-mien (Miao-Yao)
      - Langues austro-taï (hypothétique)
        - Langues austronésiennes
        - Langues taï-kadaï

    - Langues dené-caucasiennes (hypothétique)
      - Langues dené-ienisseïennes
        - Langues ienisseïennes
        - Langues na-dené (parfois lié au langues amérindiennes)

      - Basque
      - Sino-caucasien (hypothétique)
        - Langues sino-tibétaines
        - Bourouchaski
        - Caucasien du nord
          - Langues abkhazo-adygiennes
          - Langues nakho-daghestaniennes
          - Langues hourro-urartéennes (parfois lié au dravidien dans d'autres théories)

        - Hatti

## Modèle de Fleming
Harold Fleming a proposé une subdivision des langues boréales, non pas en deux super-phylums (nostratique et déné-daïc), mais en 10 sous-groupes qui se seraient progressivement séparés :
- Langues boréales[2]
  - (1)
    - Afrasien[2]

  - (2)
    - Sumérien
    - Élamite
    - Langues hourro-urartéennes
    - Hatti

  - (3)
    - Langues kartvéliennes

  - (4)
    - Langues dravidiennes

  - (5)
    - Langues eurasiatiques
      - Langues tyrséniennes (incluant l'étrusque)
      - Langues indo-européennes
      - Langues ouraliennes
      - Youkaguir
      - Esquimau-Aléoutes
      - Tchouktches-kamtchadales
      - Langues altaïques
        - Langues turciques
        - Langues mongoles
        - Langues toungouses

      - Langues coréaniques
      - Langues japoniques
      - Nivkhe
      - Aïnou (?) (controversé)[3]

  - (6)
    - Basco-Caucasien (basé sur une proposition de John Bengtson)
      - Caucasien du nord
        - Caucasien du nord-est
        - Caucasien du nord-ouest

      - Basque

  - (7)
    - Bourouchaski
    - Langues ienisseïennes

  - (8)
    - Langues sino-tibétaines

  - (9)
    - Langues na-dené

  - (10)
    - Langues amérindes
- Langues austriques (non incluses dans le groupe boréal)[3]
  - Langues austro-taï
    - Langues austronésiennes
    - Langues taï-kadaï

  - Langues hmong-mien (Miao-Yao)
  - Langues austroasiatiques
  - Aïnou (?) (controversé)[3]